# 114
|  | For telefonnummeret, se 114 (telefonnummer) |
| 114                |
| ------------------ |
| Dødsfald - Fødsler |
|                    |

| Gregoriansk kalender | 114 CXIV                |
| Ab urbe condita      | 867                     |
| Armensk kalender     | I/T                     |
| Kinesiske kalender   | 2810 – 2811 癸丑 – 甲寅 |
| Etiopisk kalender    | 106 – 107               |
| Jødisk kalender      | 3874 – 3875             |
| Hindukalendere       |                         |
| - Vikram Samvat      | 169 – 170               |
| - Shaka Samvat       | 36 – 37                 |
| - Kali Yuga          | 3215 – 3216             |
| Iransk kalender      | 508 BP – 507 BP         |
| Islamisk kalender    | 524 BH – 523 BH         |

Se også 114 (tal)